# Camptomyia pseudotsugae
Camptomyia pseudotsugae is een muggensoort uit de familie van de galmuggen (Cecidomyiidae). De wetenschappelijke naam van de soort is voor het eerst geldig gepubliceerd in 1968 door Hedlin and Johnson.